# SN 2003hk
SN 2003hk – supernowa typu II odkryta 20 sierpnia 2003 roku w galaktyce NGC 1085. W momencie odkrycia miała maksymalną jasność 17,60m.